# Dutohlávka červcová
Dutohlávka červcová (Cladonia coccifera) je lišejník z čeledi dutohlávkovitých. Apothecia jsou na okrajích pohárků šarlatově červená, stélka je dvojtvará.